# Musée de l'érotisme (Bombay)
Alors que les musées de l'érotisme sont des lieux de culture amusante, le musée du sexe de Bombay est né d'une volonté des autorités de parler de sexualité dans un pays où le sujet est encore tabou, ce qui pose des problèmes en ce qui concerne la sensibilisation de la transmission des maladies sexuellement transmissibles.